# 킹스턴 트리오
킹스턴 트리오(The Kingston Trio)는 미국의 밴드이다.
팝 포크 붐과 학생 출신 포크 그룹이 배출되는 계기를 이룬 남성 트리오이다. 데이브 가드, 보브 셰인, 닉 레이놀즈에 의해 1957년에 발족하였다. 다음해 <톰 두리>의 대히트로 인기를 획득하였다.